# Третьяков Олександр Володимирович (скелетоніст)
Олександр Володимирович Третьяков (рос. Александр Владимирович Третьяков, 19 квітня 1985) — російський скелетоніст, призер Олімпійських ігор.
Олександр Третьяков виступає в змаганнях зі скелетону міжнародного рівня з 2004 року. Він здобув бронзову медаль на чемпіонаті світу 2009, а за підсумками сезону 2008/2009 виграв Кубок світу. Найбільшим успіхом Третьякова стала бронза на Олімпіаді у Ванкувері.